# Gustavo Scarpa
Gustavo Henrique Furtado Scarpa (Campinas, 5 januari 1994) is een Braziliaans voetballer die doorgaans speelt als middenvelder. In januari 2024 verruilde hij Nottingham Forest voor Atlético Mineiro. Scarpa maakte in 2017 zijn debuut in het Braziliaans voetbalelftal.

## Clubcarrière
Scarpa speelde in de jeugd van Desportivo Brasil en kwam daarna bij Fluminense. Voor die club maakte hij zijn debuut op 1 juni 2014, toen in eigen huis tegen Internacional met 1–1 gelijkgespeeld werd. Voor Fluminense scoorde Jean en Jorge Henrique was trefzeker voor de bezoekers. In 2015 werd de middenvelder voor een half jaar op huurbasis gestald bij Red Bull Brasil, waarvoor hij uitkwam in elf competitiewedstrijden. Na zijn terugkeer werd Scarpa meer een vaste waarde in het eerste elftal van Fluminense. Op 10 juli 2015 scoorde de middenvelder voor het eerst voor die club, toen hij tekende voor het enige doelpunt tegen Cruzeiro.
In januari 2018 stapte hij transfervrij over naar Palmeiras, waar hij zijn handtekening zette onder een verbintenis voor de duur van vijf jaar. Toen dit contract tot een einde kwam, verkaste Scarpa transfervrij naar Nottingham Forest, waar hij een contract tekende voor drieënhalf jaar. Zijn eerste halve seizoen leverde zes competitieoptredens op, waarna Olympiakos hem op huurbasis overnam voor het seizoen 2023/24. Deze verhuurperiode werd in de winterstop afgebroken, waarna Scarpa voor een bedrag van circa vijf miljoen euro terugkeerde naar Brazilië, waar hij voor vier jaar bij Atlético Mineiro tekende.

## Clubstatistieken
| Seizoen | Club              | Competitie     | Competitie | Competitie | Beker | Beker | Internationaal | Internationaal | Totaal | Totaal |
| Seizoen | Club              | Competitie     | Wed.       | Dlp.       | Wed.  | Dlp.  | Wed.           | Dlp.           | Wed.   | Dlp.   |
| ------- | ----------------- | -------------- | ---------- | ---------- | ----- | ----- | -------------- | -------------- | ------ | ------ |
| 2014    | Fluminense        | Série A        | 6          | 0          | 0     | 0     | 0              | 0              | 6      | 0      |
| 2015    | → Red Bull Brasil | Paulista       | 11         | 2          | 0     | 0     | —              | —              | 11     | 2      |
| 2015    | Fluminense        | Série A        | 28         | 5          | 6     | 1     | —              | —              | 34     | 6      |
| 2016    | Fluminense        | Série A        | 53         | 12         | 7     | 2     | —              | —              | 60     | 14     |
| 2017    | Fluminense        | Série A        | 43         | 5          | 3     | 1     | 5              | 1              | 49     | 7      |
| 2018    | Palmeiras         | Série A        | 19         | 4          | 1     | 0     | 2              | 0              | 22     | 4      |
| 2019    | Palmeiras         | Série A        | 38         | 7          | 1     | 0     | 8              | 6              | 47     | 13     |
| 2020    | Palmeiras         | Série A        | 34         | 2          | 5     | 1     | 8              | 1              | 47     | 4      |
| 2021    | Palmeiras         | Série A        | 44         | 6          | 3     | 0     | 10             | 2              | 57     | 8      |
| 2022    | Palmeiras         | Série A        | 46         | 8          | 4     | 1     | 8              | 4              | 58     | 13     |
| 2022/23 | Nottingham Forest | Premier League | 6          | 0          | 4     | 0     | —              | —              | 10     | 0      |
| 2023/24 | → Olympiakos      | Super League   | 7          | 0          | 0     | 0     | 4              | 0              | 11     | 0      |
| 2024    | Atlético Mineiro  | Série A        | 43         | 5          | 10    | 1     | 12             | 3              | 65     | 9      |
| 2025    | Atlético Mineiro  | Série A        | 14         | 0          | 2     | 0     | 2              | 1              | 18     | 1      |
| Totaal  | Totaal            | Totaal         | 392        | 56         | 46    | 7     | 59             | 18             | 497    | 81     |

Bijgewerkt op 25 april 2025.

## Interlandcarrière
Scarpa maakte in 2017 zijn debuut in het Braziliaans voetbalelftal. Op 26 januari van dat jaar werd in een oefenduel met 1–0 gewonnen van Colombia door een doelpunt van Dudu. De middenvelder mocht van bondscoach Tite in de negenenzestigste minuut invallen voor Lucas Lima.
| Interlands van Gustavo Scarpa voor Brazilië | Interlands van Gustavo Scarpa voor Brazilië | Interlands van Gustavo Scarpa voor Brazilië | Interlands van Gustavo Scarpa voor Brazilië | Interlands van Gustavo Scarpa voor Brazilië | Interlands van Gustavo Scarpa voor Brazilië |
| №                                           | Datum                                       | Wedstrijd                                   | Uitslag                                     | Competitie                                  | Goals                                       |
| Als speler bij Fluminense                   | Als speler bij Fluminense                   | Als speler bij Fluminense                   | Als speler bij Fluminense                   | Als speler bij Fluminense                   | Als speler bij Fluminense                   |
| ------------------------------------------- | ------------------------------------------- | ------------------------------------------- | ------------------------------------------- | ------------------------------------------- | ------------------------------------------- |
| 1                                           | 26 januari 2017                             | Brazilië – Colombia                         | 1 – 0                                       | Vriendschappelijk                           |                                             |

Bijgewerkt op 25 april 2025.

## Erelijst
| Competitie          |            |            |            |            |
| Competitie          | Aantal     | Jaren      |            |            |
| Fluminense          | Fluminense | Fluminense | Fluminense | Fluminense |
| ------------------- | ---------- | ---------- | ---------- | ---------- |
| Primeira Liga       | 1          | 2016       |            |            |
| Palmeiras           |            |            |            |            |
| Série A             | 1          | 2018       |            |            |
| Campeonato Paulista | 2          | 2020, 2022 |            |            |
| Copa Libertadores   | 2          | 2020, 2021 |            |            |
| Copa Sudamericana   | 1          | 2022       |            |            |
| Atlético Mineiro    |            |            |            |            |
| Campeonato Mineiro  | 2          | 2024, 2025 |            |            |